# Phosphatidylserin

Phosphatidylserin

Phosphatidylserin (abgekürzt Ptd-L-Ser oder PS) ist ein Phospholipid und Bestandteil biologischer Membranen. Es spielt eine Schlüsselrolle in der Zellkommunikation, besonders im programmierten Zelltod (Apoptose).

## Struktur
PS ist ein Phospholipid (genauer ein Glycerophospholipid). Es besteht aus einem Glycerin, das am ersten und zweiten C-Atom über eine Esterbindung mit zwei Fettsäuren und am dritten C-Atom über eine Phosphodiesterbindung mit einem Serin verbunden ist.
Je nachdem ob das PS pflanzlichen oder tierischen Ursprungs ist unterscheidet es sich in seiner Fettsäure-Zusammensetzung.

## Biologische Funktion

### Zellkommunikation
PS wird durch das Enzym Flippase aktiv im inneren (zytosolischen) Monolayer der Zellmembran gehalten. Kommt es jedoch zur Apoptose der Zelle, so findet es sich auch im äußeren Monolayer. Das Enzym Scramblase katalysiert den schnellen Austausch zwischen beiden Seiten der Zellmembran. Findet sich PS im äußeren (extrazellulären) Monolayer, so dient es Makrophagen als Signal zur Phagozytose.

### Blutgerinnung
PS spielt eine Rolle in der Blutgerinnung. Wenn Thrombozyten an einem verletzten Blutgefäß durch Kollagen und Thrombin aktiviert werden, kommt es zu einem Wechsel des PS und anderer negativ geladener Phospholipide zum äußeren Monolayer der Thrombozytenmembran. Diese Oberfläche dient der Assoziation von Gerinnungsfaktoren, speziell dem Gewebefaktor (= Thromboplastin) und dem Faktor VII. Dadurch wird der Ablauf der Gerinnungskaskade erleichtert: Faktor X wird aktiviert und letztlich kommt es zur Bildung von Thrombin.
Das Scott-Syndrom ist eine Gerinnungsstörung, bei der der Transport von PS vom inneren zum äußeren Monolayer der Thrombozytenmembran defekt ist. Aufgrund der verminderten Thrombinsynthese kommt es zu einer leichten Gerinnungsstörung.

## Biosynthese
PS entsteht im menschlichen Organismus aus Phosphatidylethanolamin. Dabei wird Ethanolamin gegen Serin ausgetauscht. Diese Reaktion wird durch das Enzym Phosphatidylserin-Synthase katalysiert, welches sich in der Mitochondrien-assoziierten ER-Membran (MAM) befindet. Dieses Enzym kann auch die umgekehrte Reaktion, also die Umwandlung von Phosphatidylserin zu Phosphatidylethanolamin, katalysieren.

## Vorkommen in Nahrungsmitteln
Die tägliche Aufnahme von PS durch die Nahrung wird in westlichen Ländern auf ca. 130 mg geschätzt. PS findet sich in Fleisch und Fisch. Nur geringe Mengen sind in Milchprodukten oder in Gemüse enthalten (ausgenommen Weiße Bohnen).
Tabelle 1. PS-Gehalt in verschiedenen Nahrungsmitteln.
| Nahrung                                   | PS-Gehalt in mg/100 g |
| ----------------------------------------- | --------------------- |
| Rinderhirn                                | 713                   |
| Atlantische Makrele                       | 480                   |
| Hühnerherz                                | 414                   |
| Atlantischer Hering                       | 360                   |
| Aal                                       | 335                   |
| Innereien (durchschnittlich)              | 305                   |
| Schweinemilz                              | 239                   |
| Schweineniere                             | 218                   |
| Thunfisch                                 | 194                   |
| Hähnchenschenkel (mit Haut, ohne Knochen) | 134                   |
| Hühnerleber                               | 123                   |
| Weiße Bohnen                              | 107                   |
| Sandklaffmuschel                          | 87                    |
| Hähnchenbrust (mit Haut)                  | 85                    |
| Meeräsche                                 | 76                    |
| Kalb                                      | 72                    |
| Rind                                      | 69                    |
| Schwein                                   | 57                    |
| Schweineleber                             | 50                    |
| Truthahnkeule (ohne Haut und Knochen)     | 50                    |
| Truthahnbrust (ohne Haut)                 | 45                    |
| Flusskrebs                                | 40                    |
| Tintenfisch                               | 31                    |
| Atlantischer Kabeljau                     | 28                    |
| Sardellen                                 | 25                    |
| Vollkorngerste                            | 20                    |
| Seehecht                                  | 17                    |
| Sardine                                   | 16                    |
| Forelle                                   | 14                    |
| Reis (unpoliert)                          | 3                     |
| Karotte                                   | 2                     |
| Schafsmilch                               | 2                     |
| Kuhmilch (3,5 % Fett)                     | 1                     |
| Kartoffel                                 | 1                     |